# Батиста, Фульхенсио
Рубе́н Фульхе́нсио Бати́ста-и-Сальди́вар (исп. Rubén Fulgencio Batista y Zaldívar (МФА: [fulˈxensjo βaˈtista i salˈdiβar]), 16 января 1901 — 6 августа 1973) — кубинский правитель: фактический военный лидер в 1933—1940 годах, президент в 1940—1944 и 1954—1959 годах, временный президент в 1952—1954 годах. Организатор государственных переворотов 1933 и 1952 годов. Был свергнут в ходе Кубинской революции 1 января 1959 года.

## Биография

### Ранние годы
Родился 16 января 1901 года в кубинском городе Банес, в провинции Ольгин. Его родителями были Белисарио Батиста Палермо и Кармела Сальдивар Гонсалес, кубинцы, участвовавшие в борьбе с Испанией за независимость. Мать назвала его Рубеном и дала ему свою фамилию Сальдивар, отец же не хотел регистрировать сына под фамилией Батиста. До 1939 года в записях суда города Банес он был записан как Рубен Сальдивар. А в 1939 году он стал кандидатом в президенты под именем Фульхенсио Батиста, однако же было обнаружено, что такого человека юридически не существует, и судье было выплачено 15 000 кубинских песо (около 15 000 долларов США по тогдашнему курсу) за устранение несоответствий в документах.
По причине весьма скромного происхождения Батисте пришлось начать работать в очень раннем возрасте. Работал на производстве сахарного тростника. Батиста активно занимался самообразованием, посещал вечернюю школу и, как утверждают, жадно читал книги. Батиста был мулатом, но, по некоторым данным, в его жилах также текла и китайская кровь.
Он купил билет в Гавану и поступил на службу в кубинскую армию в 1921 году.

### Первый приход к власти (1933—1940)
Сержант Батиста стал профсоюзным лидером кубинских военных. Вместе с Пабло Родригесом Батиста возглавлял тайную организацию «Военный союз Колумбии». Он возглавил «Сержантский мятеж» 1933 года, в ходе которого было смещено временное правительство
Сеспедеса-и-Кесады по требованию той же коалиции, что изгнала до того и Херардо Мачадо. В целом признано, что специальный посланник США Самнер Уэллес одобрил данное действие, когда оно стало уже совершившимся фактом. Сеспедес был уважаемым инженером-строителем и, пожалуй, наиболее успешным министром в правительстве Мачадо, но ему не хватило поддержки со стороны влиятельных политических сил. Первоначально было создано председательство, состоявшее из пяти членов, которые были участниками коалиции против Мачадо.
Но через несколько дней представитель студентов и профессоров Гаванского университета Рамон Грау стал президентом, а Батиста де-юре занял пост начальника генерального штаба кубинской армии, в звании полковника, фактически же он стал контролировать власть в стране. Большинство офицерского корпуса было насильственно отправлено на пенсию, многие из них, по некоторым данным, были казнены.
В течение этого периода Батиста жестоко подавил немалое число попыток борьбы со своим режимом. В частности, было подавлено восстание в старинном форте Атарес в Гаване во главе с Бласом Эрнандесом, многие из сдавшихся в плен повстанцев были казнены. Также имела место попытка нападения на отель «Насьональ-де-Куба» в Гаване, когда бывшие армейские офицеры, в том числе члены олимпийской сборной Кубы по стрельбе из винтовки, упорно сопротивлялись до тех пор, пока не были разбиты. Было и много других, зачастую мелких, малоизвестных и почти что неучтённых попыток восстания против Батисты, приведших к кровопролитию и жестоко подавленных.
Рамон Грау провёл на посту президента чуть более 100 дней, затем, 15 января 1934 года, Батиста принудил его уйти в отставку. Преемником Грау стал Карлос Мендиета, правивший 11 месяцев, последующие президенты провели в должности и того меньше: Хосе Барнет — 5 месяцев, а Мигель Мариано Гомес — 7 месяцев. Наконец, в декабре 1936 года президентом стал Федерико Ларедо Бру, он был президентом Кубы полный срок — 4 года. Фактически немалая доля власти в стране всё это время (1933—1940) принадлежала Фульхенсио Батисте, установившему в стране проамериканский режим.
Батиста вполне устраивал американцев как фактический кубинский лидер, не создавая им помех в осуществлении их интересов. Более того, американцы опасались возможных реформ социалистического толка со стороны Грау и потому позитивно восприняли его отстранение Батистой, стабилизировавшее американо-кубинские отношения.
Именно в эти годы Батиста установил связи с американской мафией. Их основой стала его дружба и деловые отношения с гангстером Мейером Лански. После выдворения из США на Кубу переехал известный мафиози Лаки Лучано в 1946 году, впрочем, когда об этом узнали американцы, они пригрозили прекратить поставки лекарств на Кубу, и Лучано пришлось ретироваться в Италию. Таких гангстеров, как Фрэнк Костелло, Вито Дженовезе, Санто Траффиканте-младший, Мо Далитц и других на Кубе принимали чуть ли не на официальном уровне, в лучшей гостинице Гаваны — «Насьональ-де-Куба». Именно там было подтверждено главенство Лаки Лучано среди мафиози США, там же Лански распорядился убрать Багси Сигела, что стало заметным эпизодом в истории лас-вегасских казино.
Политических врагов Батисты, как правило, ожидала печальная участь. Например, один из них, из числа самых непримиримых, Антонио Гитерас, основатель студенческой организации «Молодая Куба», был застрелен правительственными войсками в 1935 году в провинции Матансас в ожидании лодки. Многие другие оппоненты диктатора попросту пропадали без вести.

### Первый президентский срок (1940—1944)

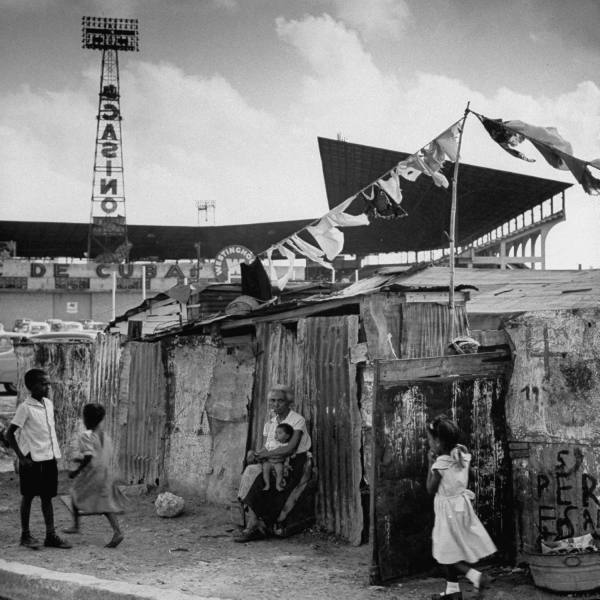
Трущобы в Гаване, неподалёку от бейсбольного стадиона. На заднем плане реклама близлежащего казино (1954 год)

В 1940 году Батиста занял пост президента Кубы, став не только де-факто, но и де-юре первым лицом Кубы. При поддержке коалиции политических партий, куда, что интересно, входила и тогдашняя Коммунистическая партия Кубы, Батиста победил на выборах (первых, прошедших по новой на тот момент конституции Кубы 1940 года) своего соперника Рамона Грау. Во время его президентства увеличился размер торговых отношений с США, а в отношении населения Кубы был введён ряд военных налогов.
В то же время, именно Батиста в 1942 году установил дипломатические отношения между СССР и Кубой. Куба входила в антигитлеровскую коалицию, была в состоянии войны с Германией, Италией и Японией (с декабря 1941). Батиста ввёл на Кубе всеобщую воинскую повинность, в стране действовали «Национальный антифашистский фронт», «Кубинско-американский фонд помощи союзникам» и другие организации. Участие в Антигитлеровской коалиции сводилось в основном к поиску вражеских подводных лодок (в частности кубинский противолодочный корабль CS-13 уничтожил субмарину U-176) и поставкам сахара воюющим странам, в том числе СССР. Также кубинские добровольцы участвовали в боях против Германии в Европе и в СССР, включая битву под Москвой и открытие Второго фронта.
В 1944 году Батиста проиграл президентские выборы своему давнему сопернику Рамону Грау и потерял власть на 8 лет.

### Батиста-сенатор и президентские выборы 1952 года
Ведя роскошную жизнь в Дайтона-Бич (штат Флорида, США), Батиста решил принять участие в выборах Сената Кубы 1948 года и завоевал место в Сенате на 4 года. Когда его сенаторский срок подходил к концу, он решил баллотироваться в президенты на очередных выборах, однако опросы в декабре 1951 года предрекли ему последнее место среди кандидатов, ибо Батиста не пользовался популярностью в народе. Не рассчитывая на честную победу, Батиста решил устроить переворот.
На кубинских президентских выборах 1952 года было три кандидата: Роберто Аграмонте из партии ортодоксов, Карлос Эвия из Кубинской революционной партии Аутентико (Auténtico) и Фульхенсио Батиста, аутсайдер предвыборной гонки. Как Аграмонте, так и Эвия желали видеть главой кубинских вооружённых сил после выборов тогдашнего военного атташе Кубы в Вашингтоне, полковника Рамона Баркина. Баркин был одним из высших офицеров Кубы, он обещал искоренить коррупцию в армии. Батиста опасался, что Баркин станет для него опасным противником и может даже изгнать его с острова.

### Переворот 1952 год. Снова у власти
Когда стало окончательно ясно, что шансов выиграть выборы у Батисты нет, он организовал военный переворот на Кубе 10 марта 1952 года и захватил власть, опираясь на верную ему часть армии, отстранил от власти президента Карлоса Прио и объявил себя «временным президентом» на 2 года. Известно, что многие на Кубе, узнав о перевороте, поставили целью свержение Батисты и восстановление демократического режима и гражданского правительства. Переворот произошёл за три месяца до запланированных выборов президента. 27 марта 1952 года президент США Гарри Трумэн признал правительство Батисты законным. Вскоре после этого Батиста заявил, что хотя в целом он признаёт Конституцию Кубы 1940 года, но конституционные гарантии в стране должны быть временно приостановлены. В апреле 1952 года Батиста создал новый конституционный закон, утверждая, что сохранил в нём «демократическую и прогрессивную сущность» Конституции 1940 года.
Вернувшись к власти, Батиста открыл дорогу для крупномасштабных азартных игр в Гаване. Гавана стала «латиноамериканским Лас-Вегасом», а весь туристический и развлекательный бизнес в стране контролировался американской мафией. На острове появились банды мафиози, в задачу которых входило похищение девушек и принуждение их к занятию проституцией, условия же содержания в публичных домах Гаваны (их насчитывалось 8550, в них работало свыше 22 тыс. человек) были такие плохие, что среднее время жизни проститутки после начала работы не превышало семи лет.
Американские монополии контролировали почти 70 % экономики Кубы (в том числе 90 % горнодобывающей промышленности, 90 % электрических и телефонных компаний, 80 % коммунальных предприятий, 80 % потребления горючего, 40 % производства сахара-сырца и 50 % всех посевов сахара).
Земля на Кубе принадлежала латифундистам: 7,5 % землевладельцев были хозяевами 46 % обрабатываемых площадей (причём 0,5 % владели 36,1 % земли), а у 70 % хозяйств было менее 12 % земли. 200 тыс. крестьянских семей вообще земли не имели. В то же время в крупнейших латифундиях обрабатывалось лишь 10 % земель, 90 % были заброшены. Безработица на Кубе десятилетиями держалась на уровне 30 % населения, а в 1958 году достигла 40 %.
Батиста получал от мафии миллионные взятки в виде «подношений», позолоченный телефон или, к примеру, ночной горшок из серебра.
В 1956 году в Гаване был построен роскошный отель «Ривьера», обошедшийся в 14 млн долларов США, мечта друга Батисты Меира Лански и своеобразный символ кубинских успехов. Официально Лански был лишь «начальником кухни», но де-факто контролировал весь отель. Эта стройка вызвала недовольство в народе.
В целом, несмотря на локальные экономические успехи (прямые инвестиции США в кубинскую экономику в 1958 году превысили 1 млрд долларов), положение рядовых граждан на Кубе было тяжёлым, страна оставалась довольно бедной[прояснить].
Восставшая против Батисты с оружием в руках группа революционеров под предводительством Фиделя Кастро взяла лозунги политической и экономической независимости от США, уничтожения латифундизма и передачи земли крестьянам, а также улучшения материального положения населения (в сравнении с дореволюционным). Легитимность свержения правительства обосновывалась Кастро незаконностью захвата власти Батистой и его тиранией.

### Борьба против режима Батисты. Революция 1959 года

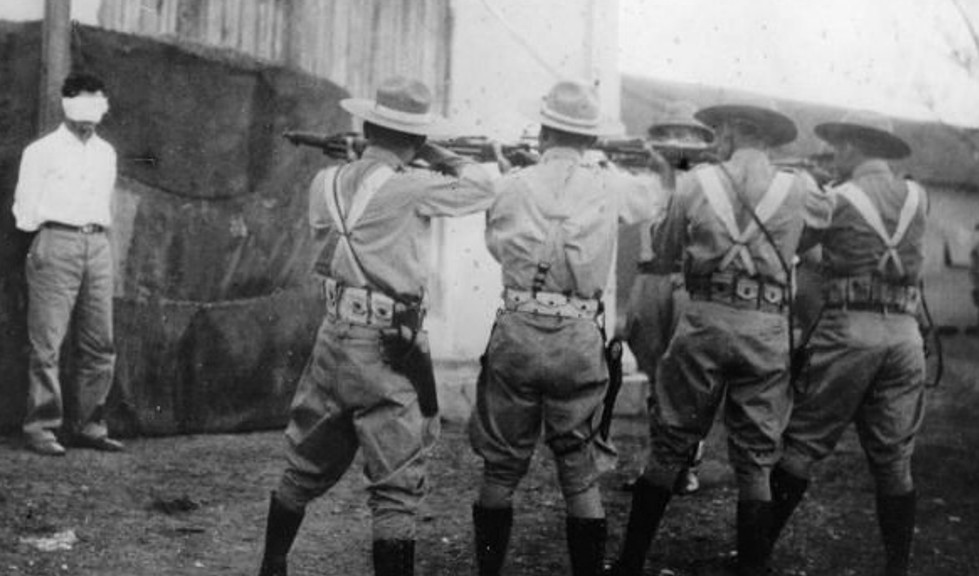
Солдаты Батисты расстреливают повстанцев в 1956 году

Борьба против диктатуры Батисты началась почти сразу после его возвращения к власти. 26 июля 1953 года небольшая группа революционеров во главе с Фиделем Кастро атаковала казармы Монкада. Так началась кубинская революция. Атакующие были с лёгкостью разбиты превосходящими силами армии Кубы, большинство повстанцев были убиты, остальные (включая Фиделя Кастро) были взяты в плен и отправлены в тюрьму.
В связи с падением своей популярности и ростом поддержки оппозиции в народе, что повлекло народные волнения и акции гражданского неповиновения, а также чтобы успокоить озабоченность Вашингтона, Батиста (у которого к тому времени истекал двухлетний срок «временного президентства») в 1954 году провёл президентские выборы, дабы придать своему режиму законный вид. Впрочем, выборы были безальтернативными. В отсутствие оппонентов Батиста легко выиграл выборы, став «легитимным» президентом Кубы на 4 года. Итог выборов вызвал очередную волну народного гнева, обстановка в стране продолжала накаляться.
В 1955 году уважаемый на Кубе человек, полковник Косме де ла Торриенте, один из немногих оставшихся к тому времени в живых ветеранов антииспанской борьбы за независимость Кубы, предложил провести переговоры между Батистой и оппозицией, чтобы достичь компромисса. Серия совещаний под руководством де ла Торриенте стала известна в истории как «Гражданский диалог» (исп. El Diálogo Cívico). Это был шанс для кубинского народа на демократизацию, но Батиста чувствовал за собой силу и не пожелал идти ни на какие уступки, и совещания завершились ничем.
15 мая 1955 года Батиста неожиданно освободил Фиделя Кастро и остальных выживших участников атаки на казармы Монкада, по-видимому рассчитывая переубедить тем самым критиков своего режима и продемонстрировать свою демократичность. Впрочем, Батиста вскоре понял, что это было опасной для него ошибкой, и, по слухам, через некоторое время тайная полиция пыталась ликвидировать Кастро; Фидель, понимая, что оставаться на острове ему опасно, эмигрировал в Мексику и уже там начал готовить революцию на Кубе.

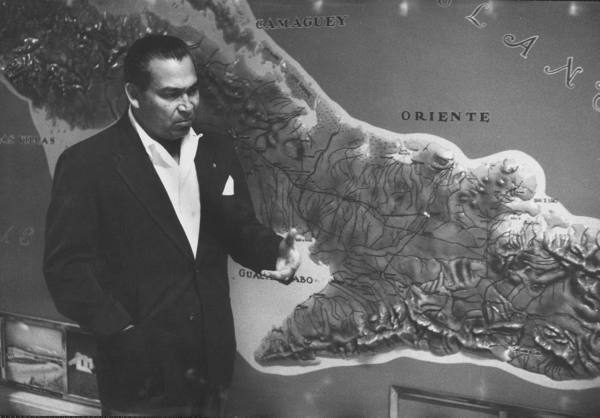
Батиста в марте 1957 года у карты гор Сьерра-Маэстра, где часть повстанцев Фиделя Кастро были задержаны

К концу 1955 года демонстрации против режима Батисты и студенческие волнения стали частым явлением. Вместо ослабления режима Батиста приостановил действие конституционных гарантий в стране и ужесточил цензуру в СМИ. Военная полиция патрулировала улицы и проводила массовые аресты подозреваемых в подготовке восстания. Спецслужбы всё более были склонны к насилию, жестокости и пыткам, не опасаясь правовых последствий.
В марте 1956 года Батиста отказался рассматривать предложение о проведении выборов в конце года. Он был уверен, что революционеры не смогут победить его, и не боялся их попыток, а вот угрозу проиграть выборы считал реальной.
В апреле 1956 года Батиста всё же назначил Рамона Баркина, военного атташе Кубы в США, генералом и командующим армией, но уже было поздно. Баркин, даже узнав об этом, решил организовать военный переворот. 6 апреля 1956 года сотни офицеров во главе с Баркином попытались выступить против Батисты, но их планы расстроило предательство лейтенанта Риоса Морехона. Офицеры-заговорщики получили различные тюремные сроки. Баркина приговорили к восьмилетнему одиночному заключению на Острове Сосен (исп. Isla de Pinos) (ныне о-в Хувентуд). Репрессии против участников заговора значительно ослабили армию Кубы.
30 ноября 1956 года по распоряжению Батисты был временно закрыт один из «очагов» оппозиции его режиму — Гаванский университет (вновь открыт только после революции 1959 года).

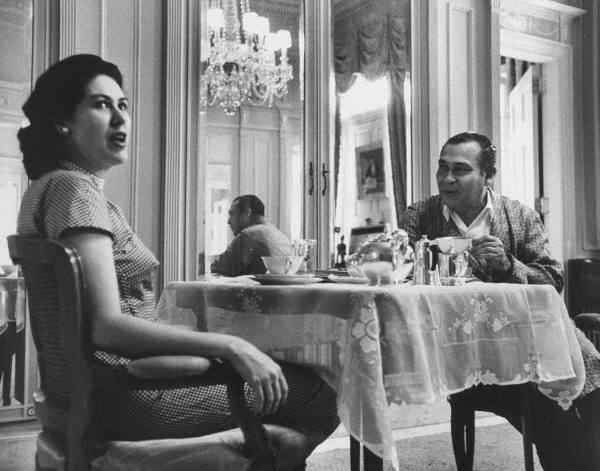
Батиста за завтраком со своей женой Мартой в Президентском дворце. Апрель 1958 года

В декабре 1956 года на Кубу высадились левые революционеры, прибывшие на яхте «Гранма», во главе с Фиделем и Раулем Кастро, Эрнесто Че Геварой и Камило Сьенфуэгосом. Они приступили к вооружённой борьбе против правящего режима.
13 марта 1957 года была отбита попытка нападения на президентский дворец, при этом был убит студенческий лидер Хосе Эчеверрия.
В условиях фактической войны с партизанами в 1958 году Батиста провёл президентские выборы, которые подверглись бойкоту со стороны части партий, президентом избрали его протеже Андреса Риверо, но без поддержки извне дни во власти и Батисты, и его «преемника» Риверо (так и не успевшего вступить в должность и поуправлять страной) были сочтены, отряды Кастро подступали к Гаване.
1 января 1959 года в условиях революции Батиста с семьёй и ближайшими соратниками бежал с Кубы, вылетев самолётом из Кэмп-Коломбиа в Сьюдад-Трухильо (ныне Санто-Доминго, Доминиканская Республика). В тот же день через несколько часов Кубу покинули брат Батисты Франсиско «Панчин» Батиста, губернатор Гаваны и мафиози Меер Лански, личный друг диктатора. Больше Фульхенсио Батиста на Кубу не возвращался.

### Годы в изгнании

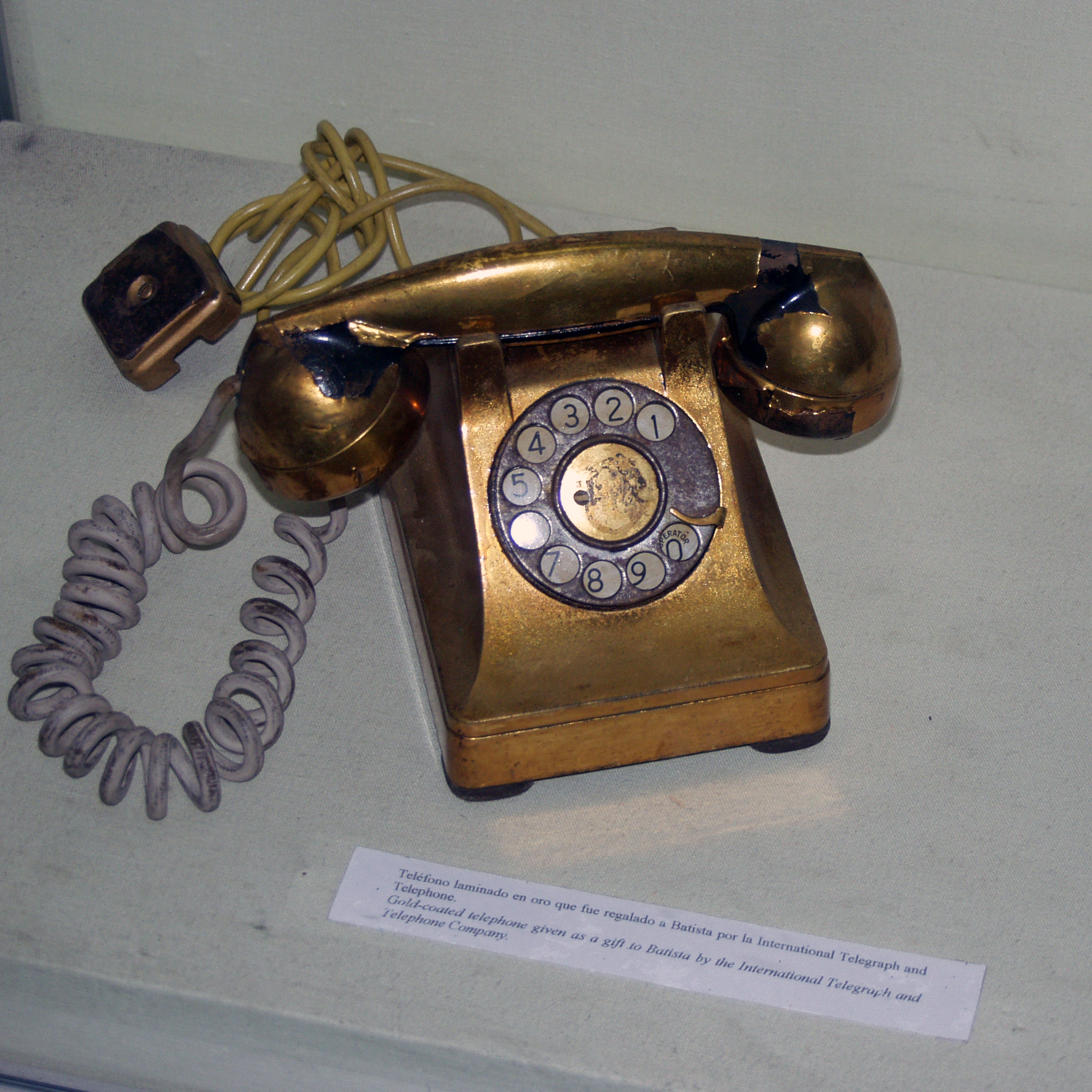
Позолоченный телефон Батисты представлен в настоящее время в музее революции Гаваны как символ коррупции эпохи Батисты.

После своего свержения Батиста планировал переезд в США, но получив отказ во въезд, он попросил убежища в Мексике, которая также отказала ему. Позже Батиста переехал из Доминиканской Республики в Португалию, где жил сначала на Мадейре, потом в Эшториле. Затем жил в Испании. Скончался 6 августа 1973 года в испанском местечке Гуадальмина под Марбельей от сердечного приступа. Похоронен на кладбище Сан-Исидро в Мадриде.

## Любопытные факты
- Покидая Кубу, Батиста увёз с собой большую часть золотовалютных запасов Центрального банка страны[14].
- Во время кубинской революции Батиста, покидая страну, сбежал прямо с новогоднего банкета.

## В культуре
- Генерал Батиста — один из второстепенных героев фильма «Крёстный отец 2» (1974). В фильме показана история падения режима Батисты на Кубе. Роль Батисты сыграл актёр Тито Альба.
- Художественный фильм-драма режиссёра Ричарда Лестера «Куба» (США, 1979). В роли Батисты актёр Вольф Моррис.
- Художественный фильм-драма режиссёра Энди Гарсиа Потерянный город (США, 2005). В роли Батисты актёр Хуан Фернандес.
- Генерал Батиста показан в компьютерной игре The Godfather II (2009).
- В 1954 году кубинская почта выпустила серию из двух марок с изображением пятизвёздочного отеля "Генерал Батиста"  (Mi#436-437)
- Портрет Фульхенсио Батисты был запечатлён на одной из марок панамской серии 1956 года, посвящённой встрече глав ОАГ в Панаме ((Mi#552)

## Награды
- Крест Военных заслуг (Испания) (1936)[15]